# 12647 Pauluspotter
12647 Pauluspotter este o planetă minoră (asteroid) din centura de asteroizi. A fost descoperită pe 30 septembrie 1973 la Observatorul Palomar de Cornelis Johannes van Houten. 
Obiectul prezintă o orbită caracterizată de o semiaxă mare de 2,9718017 UAi, o excentricitate de 0,05, o înclinație de 10,04566 ° în raport cu ecliptica.